# Isoperla karuk
Isoperla karuk és una espècie d'insecte plecòpter pertanyent a la família dels perlòdids.

## Etimologia
El seu nom científic fa referència a la tribu karok, la qual vivia al llarg del riu Klamath.

## Descripció
- El mascle adult fa entre 8 i 9 mm de longitud corporal, és de color marró (incloent-hi les antenes), té les ales hialines amb la nervadura marró, els cercs marrons, les potes marró clar i les ales anteriors li mesuren entre 8,5 i 10,5 mm de llargària.
- La femella presenta una coloració similar a la del mascle, fa 9-10 mm de llargada corporal (entre 10 i 10,5 les ales anteriors) i té la placa subgenital de color marró.
- L'ou és ovalat, de color marró fosc i opac.
- La larva no ha estat encara descrita.[3]

## Hàbitat
En el seu estadi immadur és aquàtic i viu a l'aigua dolça, mentre que com a adult és terrestre i volador (des del febrer fins al maig).

## Distribució geogràfica
Es troba a Nord-amèrica: els rius Klamath i Mad a Califòrnia (els Estats Units).